# Pruimtabak

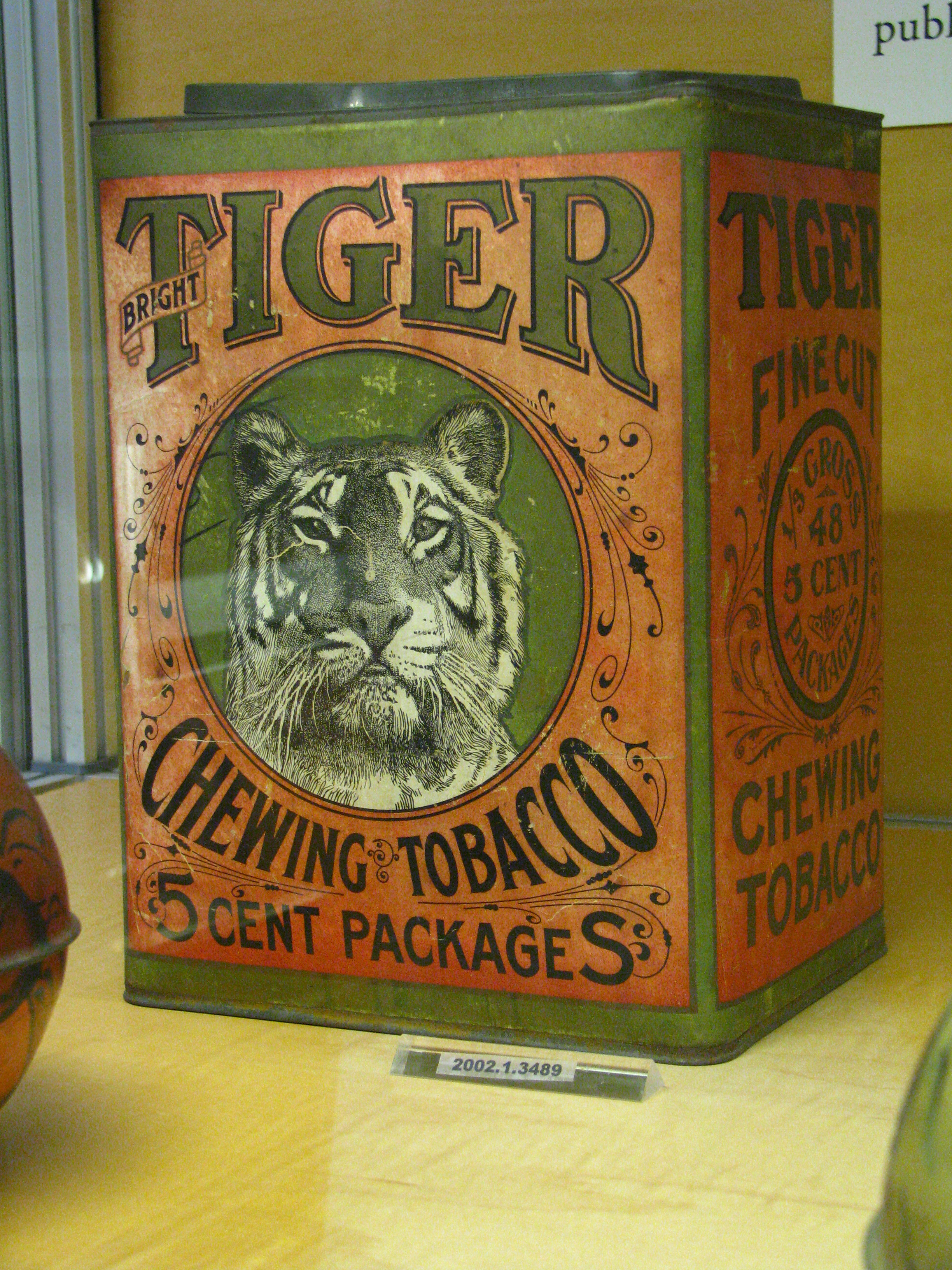
Bus Tiger-pruimtabak (1890-1920)

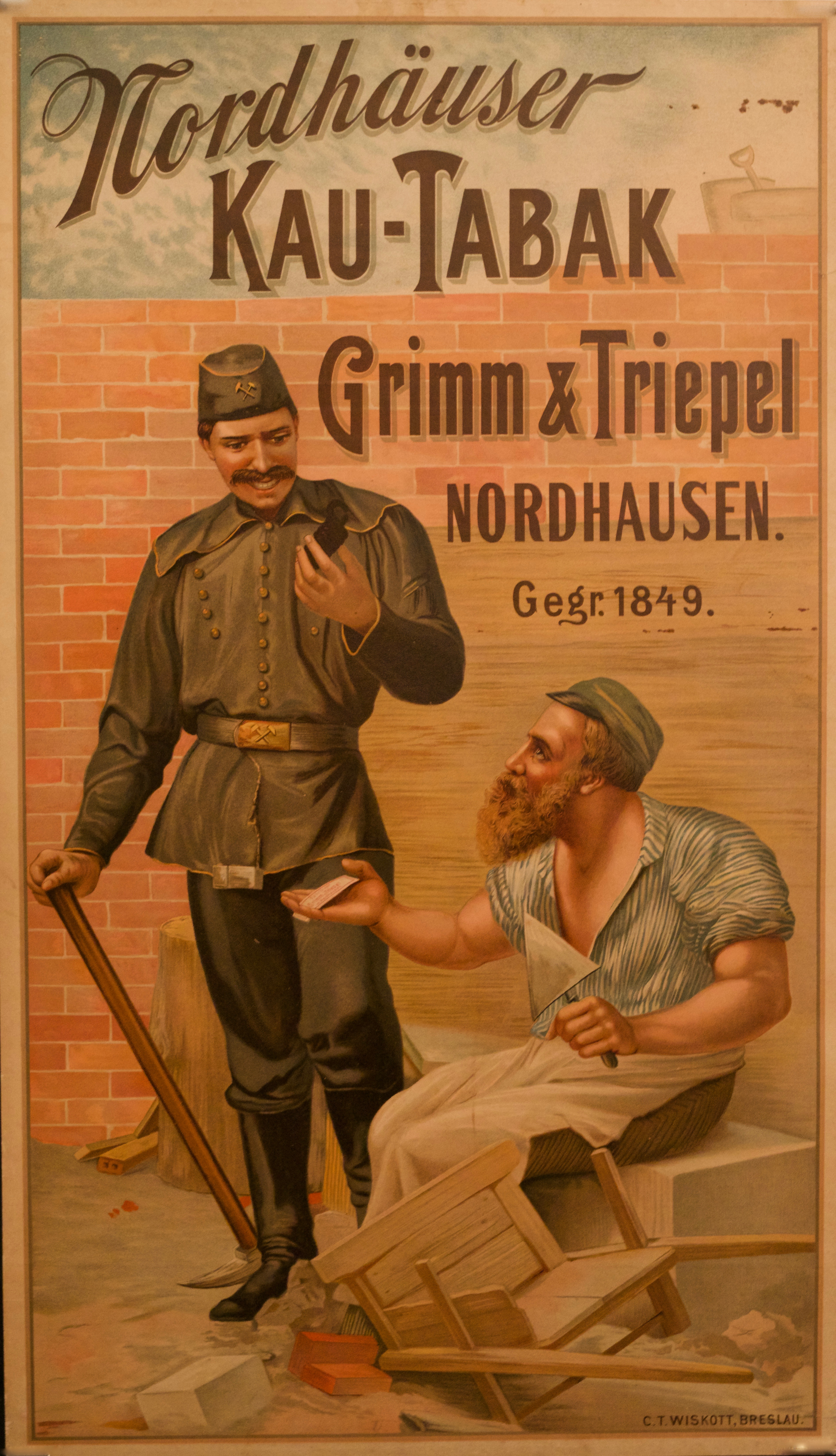
Historische reclame voor Grimm & Triepel Kruse pruimtabak (1895)

Pruimtabak is grofgesneden tabak, die niet gerookt wordt, maar waarop men kauwt. Het kauwen van de tabak noemt men pruimen en het plukje pruimtabak dat men in de mond neemt wordt pruim genoemd. Na enige tijd te hebben gekauwd wordt de tabak uitgespuugd. Soms gebruikt men daarvoor een speciaal bakje, kwispedoor genaamd. Als kwispedoor zag men voorheen in cafés soms een met zaagsel gevuld houten bakje.

## Gebruik pruimtabak
Het gebruik ervan is een van de oudste vormen van tabaksconsumptie en was al bekend bij de indianen in Amerika. De oudst bekende vermelding over het kauwen van tabak vernemen we van Amerigo Vespucci (1451 - 1512), die het gebruik heeft waargenomen bij de kust van Venezuela. Het kauwen van tabak werd overgenomen door de matroos aan boord van de schepen, omdat de marine het roken van tabak had verboden aan boord van de schepen in verband met brandgevaar. Uit een scheepsorder van Piet Hein is gebleken dat pruimtabak ook aan boord van Nederlandse schepen was toegestaan, maar dan wel op daartoe aangewezen plaatsen aan boord van het schip. 
De piek in de consumptie van pruimtabak was vooral tot het einde van de 19e eeuw. Het roken van sigaretten, sigaren en pijpen heeft het gebruik van pruimtabak steeds meer verdrongen. 
Door het kauwen lost de nicotine en allerlei andere stoffen uit de pruimtabak in het speeksel op, en via het slijmvlies in de mond bereikt het de bloedbaan.  Het bloed in de aders van de mond gaat direct naar het hart, en niet langs de lever. Hierdoor kan de nicotine snel de hersenen bereiken en een flash veroorzaken. 
Tot midden in de 20e eeuw was pruimtabak opvallend populair bij honkbalspelers in de Verenigde Staten. Het beeld op televisie van pruimtabak kauwende en -spugende spelers was exemplarisch, totdat dit in navolging van de antirookcampagnes werd verboden. 
Kauwen van tabak is in de meeste openbare ruimtes niet verboden. Het spuwen is echter wel verboden in openbare ruimte, waardoor deze vorm van tabaksconsumptie aanzienlijk is afgenomen.

## Fabricage van pruimtabak
De ruwe, gedroogde tabak wordt gesorteerd, magere of ongeschikt lijkende bladeren worden verwijderd. De overblijvende goede bladeren worden zorgvuldig gestript, dat wil zeggen dat de dikke nerf uit het blad wordt gehaald. Daarna wordt het handmatig -of machinaal- gesneden. Er kan ook een saus aan gevoegd worden. Zowel het snijden en het al dan niet sauzen, leidt tot verschillende soorten en smaken van pruimtabak. Het is ook met verschillende smaaktoevoegingen te verkrijgen, zoals drop, honing en krenten. Gesponnen pruimtabak wordt in Nederland niet gefabriceerd. 

## Gezondheid
Uitgaande van alle vormen van tabaksconsumptie is onder meer door de Engelse Tabaksadviesraad vastgesteld dat het pruimtabak het minst schadelijk is voor de gezondheid. Bij het pruimen komt echter wel nicotine vrij. 
Dus, hoewel onderzoekers beweerd hebben dat het gebruik van pruimtabak minder schadelijke gevolgen zou hebben dan het roken van tabak, kan het gebruik van pruimtabak toch kanker veroorzaken, met name in de mond en keel.